# Sunshine Reggae
Sunshine Reggae er en sang, skrevet og indspillet af duoen Laid Back. Det er et af de største hits fra en dansk popgruppe nogensinde. Det blev et stort hit på det europæiske kontinent (især Sydeuropa og Tyskland). men solgte også godt i Sydamerika og Asien. "Sunshine Reggae" har solgt over 8 millioner singler.. Den var oprindelig en af sangene på albummet Keep Smiling fra 1983, og i alt har den solgt mere end end 20 millioner eksemplarer, inklusiv diverse opsamlingsalbum, hvor sangen er inkluderet.
Under den kommunale valgkamp i Aalborg i 2009 brugte Venstre sangen i en video. Efterfølgende blev partiet idømt en erstatning på 100.000 kr. for brud på ophavsretten. John Guldberg, der udgør duoen sammen med Tim Stahl, kommenterede dommen således: "Vi har i alle årene, siden ’Sunshine Reggae’ blev vores absolutte tophit, lagt stor vægt på at bevare sangens troværdighed ved ikke at give tilladelse til brug, vi finder skadelig eller krænkende, herunder at blive brugt politisk. Det skader klart vores troværdighed, når musikken misbruges"..
Sangen var genstand for et program i serien Landeplagen fra 2010 med Jacob Riising som vært, hvor nummeret historie og betydning blev gennemgået.

## Hitlister
| Hitliste (1983)                       | Højeste placering |
| ------------------------------------- | ----------------- |
| Argentina (CAPIF)                     | 1                 |
| Østrig (Ö3 Austria Top 40)            | 1                 |
| Belgien (Ultratop 50 Flanderen)       | 4                 |
| Canada (RPM)                          | 46                |
| Italy (Musica e dischi)               | 3                 |
| Holland (Single Top 100)              | 4                 |
| Schweiz (Schweizer Hitparade)         | 9                 |
| Uruguay (CUD)                         | 1                 |
| Vesttyskland (Official German Charts) | 1                 |